# Palacio Belvedere
El palacio [del] Belvedere (en alemán: Schloss Belvedere) es un conjunto palaciego de estilo barroco situado en la calle Príncipe Eugenio, 27 de Viena (Austria). El conjunto, uno de los mayores en estilo barroco de la capital, consta de los dos palacios Belvedere (el de Arriba, o Superior, y el de Abajo, o Inferior), convertidos ahora en museo, y de un tercero, el palacio Schwarzenberg, transformado en hotel. Los dos palacios principales están unidos por unos jardines organizados en tres niveles que representan diversas alegorías.
Los museos que albergan los palacios Belvedere son:
- El Museo de Arte Barroco austríaco.
- El Museo de Arte Medieval austríaco.
- La Galería de arte austríaco (Österreichische Galerie Belvedere).

En el Belvedere se puede apreciar una destacada colección de pinturas imperiales. En el piso superior acoge la galería austríaca de los siglos XIX y XX que, entre otras, muestra la conocida obra de Gustav Klimt El Beso.

## Historia

### Belvedere Inferior
En 1697 el príncipe Eugenio de Saboya adquirió un amplio terreno en las afueras de Viena en una zona que entonces no se encontraba urbanizada con la idea de construir un palacio de verano con amplios jardines. El palacio se construyó entre 1714 y 1716 tras la derrota de los turcos. El palacio Belvedere fue diseñado por Johann Lukas von Hildebrandt. De este palacio destaca la suntuosidad de las salas de recepción como la Galería de Mármol y la Sala Dorada.

### Belvedere Superior
Posteriormente, se construyó entre 1717 y 1726 en una terraza superior el Belvedere de Arriba con la idea de celebrar fiestas y así aumentar la popularidad del príncipe. Destacan la elegante Sala Terrena, la Prunkstiege, la suntuosa Sala de Mármol, así como las diferentes salas ricamente adornadas con estucos y frescos. Aquí es donde Eugenio de Saboya tenía sus famosas colecciones de arte y su biblioteca.
Ambos palacios se unieron mediante un parque simétrico, diseñado según los modelos franceses e italianos, con numerosas esculturas y fuentes. Además, se añadió la Orangerie, unos invernaderos acristalados para plantas exóticas, y las caballerizas, donde se alojaban los 14 caballos más bonitos del príncipe y hoy se expone la colección de arte medieval.
Tras la muerte del príncipe Eugenio, el palacio fue adquirido por la emperatriz María Teresa, quien le dio el nombre de Belvedere por las bellas vistas de Viena que ofrecía.
La firma del tratado de Estado austríaco tuvo lugar en el Belvedere el 15 de mayo de 1955, lo que significó para Austria la independencia después de la Segunda Guerra Mundial y alrededor de diez años de ocupación de los aliados.

## Jardines

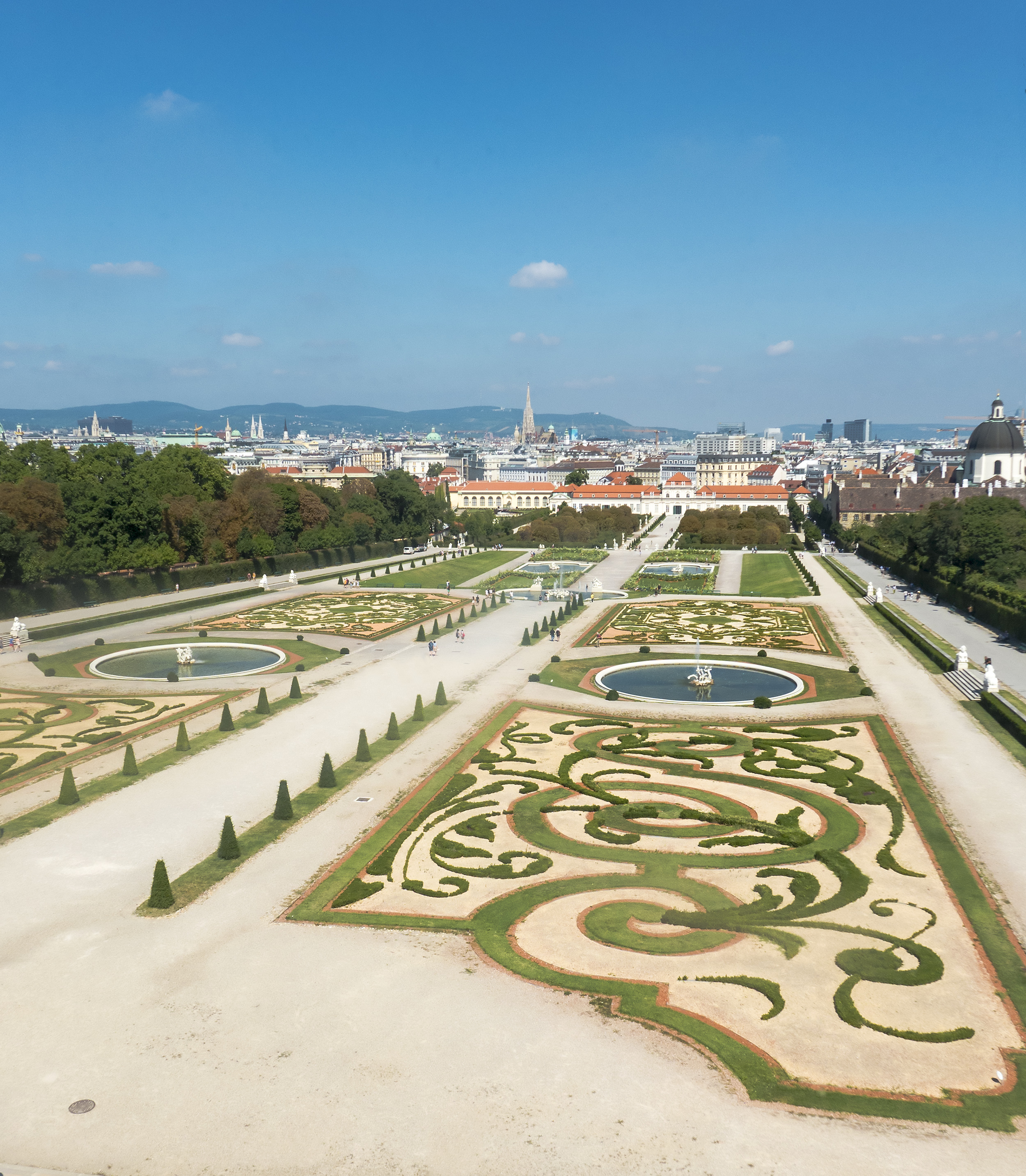
Vista de los jardines del Belvedere

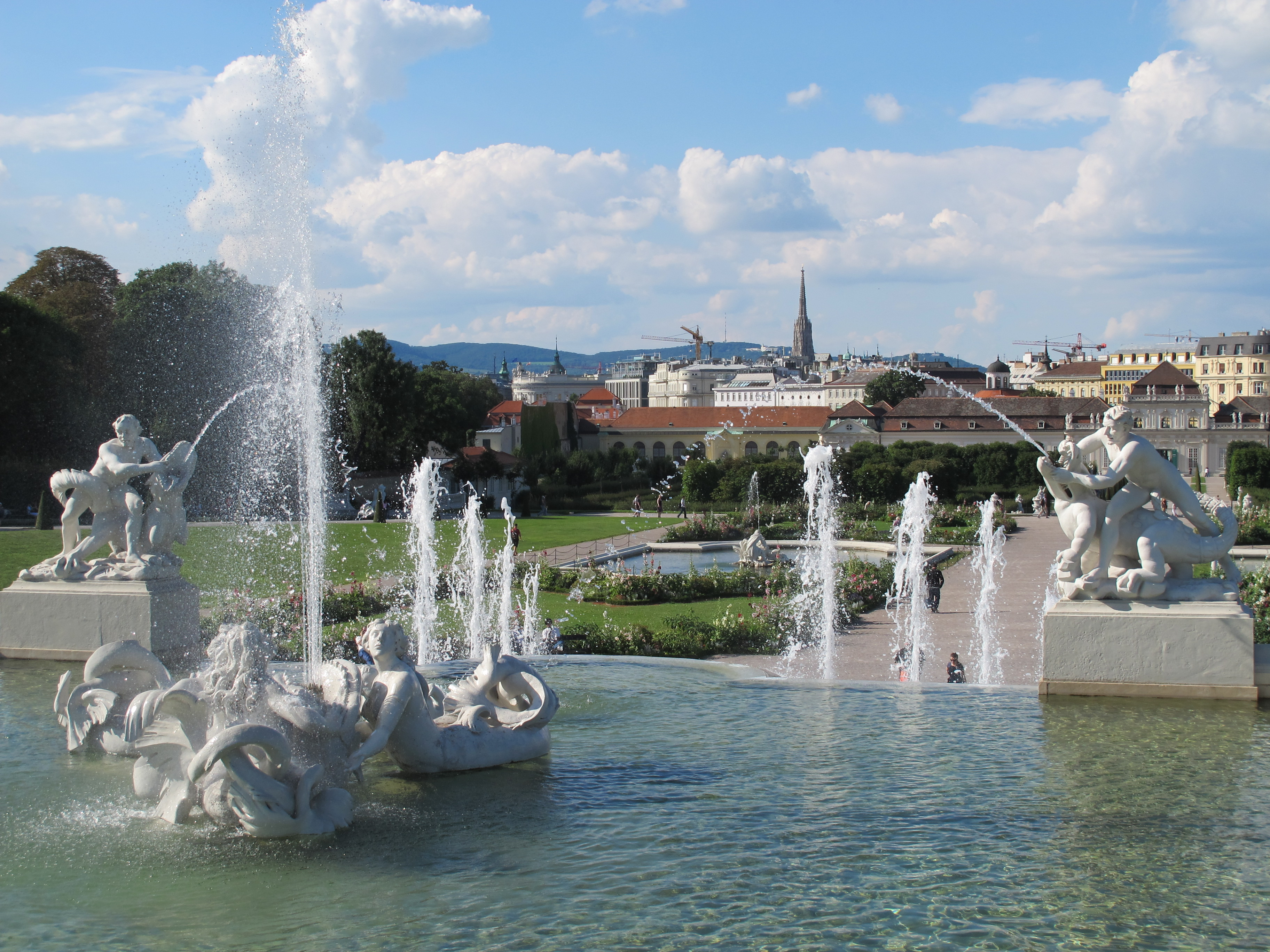
Vista panorámica del centro de Viena desde los jardines del Belvedere, con los juegos de agua de las fuentes en primer plano. Se reconocen la catedral de San Esteban y las colinas de fondo (Kahlenberg y Leopoldsberg).

El jardín contaba con una escenografía cerrada formada por setos recortados, incluso durante la construcción del Belvedere, a la manera francesa (jardin à la française) con paseos de grava y jeux d'eau del arquitecto Dominique Girard, que se había formado en los jardines del Versailles como alumno de André Le Nôtre. Su gran pila de agua en el parterre superior y las escaleras y cascadas pobladas de ninfas y diosas que unen los parterres superior e inferior sobreviven, pero el lecho estampado ha sido cubierto de hierba durante mucho tiempo; actualmente se está restaurando. 

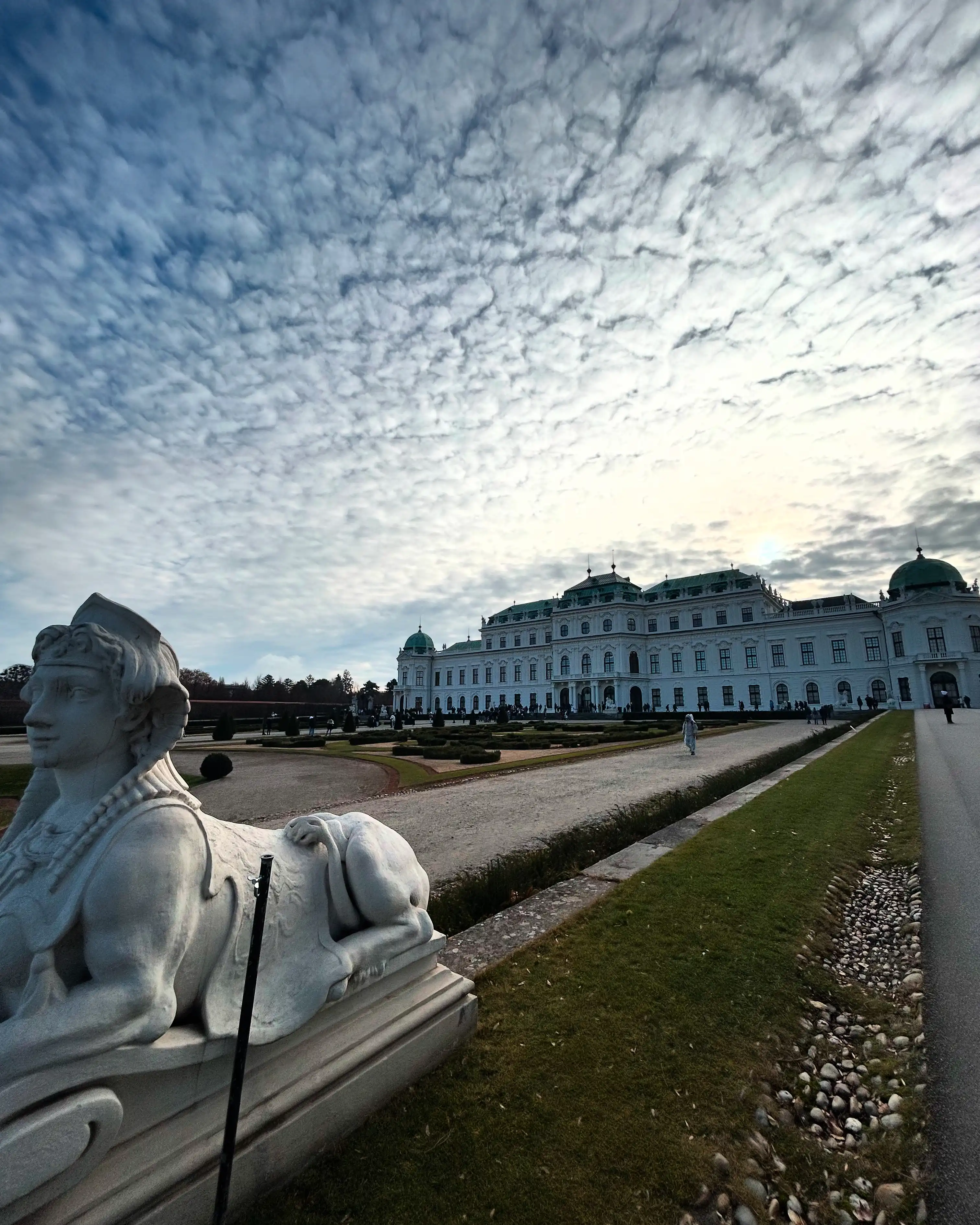
Esfinge en los jardines del palacio Belvedere

## Galería Belvedere
La Galería Belvedere (en idioma original alemán, Österreichische Galerie Belvedere) es un importante museo de arte. Su colección incluye obras importantes de un periodo amplio que va desde la Edad Media y el Barroco hasta el siglo XXI y es particularmente rica en obras de pintores austríacos de fin del siglo XIX y del modernismo. Entre los autores de los que exhibe obras están Gustav Klimt, Egon Schiele, Oskar Kokoschka o Max Oppenheimer. Este museo no solo contiene pinturas sino también otras obras como esculturas.

## Transportes
Para ir a los Palacios Belvedere se debe tomar el Metro de Viena. La parada más cercana es "Südtiroler Platz" (U1) pero también se puede bajar en las paradas "Taubstummengasse" (U1) y "Karlsplatz" (U1,U2 (final de la línea U2) y U4), que quedan más o menos cerca.

## Controversias y restituciones de arte saqueados por los nazis
- El 26 de agosto de 1959, la superviviente del Holocausto, Alice Morgenstern, presentó una reclamación ante la Finanzlandesdirektion für Wien, Niederösterreich und das Burgenland (Oficina fiscal provincial de Viena, Baja Austria y Burgenland) en la que afirmaba que "la imagen Cuatro árboles de Egon Schiele, que solía ser de nuestra propiedad, ahora está colgado en el Upper Belvedere. Nunca vendimos el cuadro, pero se lo dimos a un amigo, Robert Röhrl, abogado en Viena, Gumpendorferstrasse, para su custodia. Lamentablemente murió, y no sé cómo la imagen aterrizó en la colección del siglo XIX [siglo XX] en el Belvedere.[4]" El 20 de marzo de 2020, la Comisión Asesora de Austria recomendó que se restituya el Schiele a los herederos de Morgenstern.[5]
- En noviembre de 2006, después de más de cinco décadas de disputas legales, un panel dictaminó que "Noche de verano en la playa" de Edvard Munch, exhibida en la Galería Belvedere de Viena, debía ser devuelta a Marina Fistoulari-Mahler, nieta y única heredera de Alma Mahler, esposa del compositor austríaco Gustav Mahler.[6]
- En 2006, Austria devolvió cinco cuadros de Gustav Klimt, del Belvedere, a los herederos de Adele Bloch-Bauer.[7][8]
- En 2006, el panel de arbitraje austriaco decidió que el retrato de "Amalie Zuckerkandl" de Gustav Klimt no fue saqueado por los nazis y no necesitaba ser restituido.[9] La decisión provocó muchos críticas, en parte porque Amalie Zuckerkandl murió con su hija en Auschwitz y en parte porque, como informó MSNBC, "en lugar de devolver esta pintura obviamente saqueada, un panel de arbitraje austriaco concluyó que debería permanecer en el Belvedere".[10]
- En 2012, un documental Portrait of Wally contó cómo el famoso retrato de Egon Schiele, que había pertenecido a un marchante de arte vienés llamado Lea Bondi hasta que el nazi Friedrich Welz lo confiscó de su colección privada en 1939, fue restituido por error al Museo Belvedere en Austria después de la Segunda Guerra Mundial como parte de la colección de otro marchante.[11]
- En 2014, el Belvedere recibió la orden de restituir "Cocina del granjero / interior de la cocina" de Wilhelm Leibl a los herederos de Martha Liebermann, la viuda de Max Liebermann debido a la persecución nazi.[12]